# КК Раднички Крагујевац
КК Раднички је бивши српски кошаркашки клуб из Крагујевца. Основан је 1994. као Кондивик у Вршцу, након тога је још носио имена Лајонс и Свислајон Таково, а клуб је 2009. премештен у Крагујевац и добио је име Раднички. Године 2014. угашен је услед финансијских проблема.

## Историја
КК Раднички је основан 4. април]]а 1994. године у Вршцу под именом Кондивик. Са такмичењем је почео од најнижег ранга и брзо је напредовао, а након пласмана у Прву српску лигу 2001. клуб је променио назив у Лајонс, пошто је главни спонзор клуба постала компанија Свислајон Таково из Вршца.
Под тим именом клуб је у три године прескочио три ранга и 2004. се пласирао у Прву лигу, а тада добија назив Свислајон Таково. Свислајон Таково је испало већ у дебитантској сезони (2004/05), јер је због реорганизације лиге испадало пет клубова уместо три, а клуб је завршио једно место испод црте. Следеће сезоне је освојио прво место у Првој Б лиги и од сезоне 2006/07. је поново у највишем рангу, сада већ Кошаркашкој лиги Србије. Прву сезону је завршио у доњем делу табеле, а у сезони 2007/08. освојио је прво место у КЛС и затим шесто у Суперлиги.
У сезони 2008/09. након победе од 3:0 у плеј-офу против новосадске Војводине клуб је изборио учешће у Јадранској лиги. Жеља председника клуба је била да се пресели у Горњи Милановац, пошто је у Вршцу већ играо један већи клуб, КК Хемофарм. Челници Јадранске лиге нису дозволили клубу да утакмице игра у Горњем Милановцу, па је компанија Свислајон Таково престала да спонзорише клуб. Руку спаса је пружио Град Крагујевац и клуб је 21. септембра 2009. премештен у Крагујевац, услед чега је дошло до промене имена у Раднички.
Своју дебитантску сезону у Јадранској лиги Раднички је завршио на једанаестом месту, док је у домаћим такмичењима поражен у полуфиналу плеј-офа и полуфиналу Купа Радивоја Кораћа. У наредној сезони 2010/11. Раднички се у Јадранској лиги до краја борио за место међу првих шест екипа и пласман у европско такмичење, али је због пораза у последња три кола сезону завршио на десетом месту. У Купу Радивоја Кораћа је поново поражен у полуфиналу, док је у полуфиналу плеј-офа првенства Србије поражен са 2:1 од Хемофарма.
Резултатски успон клуба је настављен и у сезони 2011/12. – Раднички је у Јадранској лиги завршио на осмом месту, док је у Суперлиги био други иза Партизана. У полуфиналу плеј-офа је повео са 1:0, али је Црвена звезда изједначила и затим у трећем мечу победила Раднички у Крагујевцу. Такмичење у националном купу је по трећи пут завршио у полуфиналу.
Свој највећи успех у Јадранској лиги Раднички је остварио у сезони 2012/13. када је регуларни део такмичења завршио на трећем месту и обезбедио пласман на фајнал-фор у Лакташима. Међутим, у полуфиналу завршног турнира у неизвесном мечу поражен је од стране Црвене звезде резултатом 79:78. Ипак, и овај резултат био је довољан да у наредној сезони клубу обезбеди први излазак на европску сцену. У Купу Радивоја Кораћа је и овога пута заустављен у полуфиналу и то такође од стране црвено-белих. Такмичење у Суперлиги завршио је тек на петом месту и самим тим се није квалификовао за учешће у наредној сезони Јадранске лиге, али је након одустајања Војводине Србијагас ипак добио специјалну позивницу.
Сезона 2013/14. за Раднички је била јако турбулентна. Клуб је први пут играо у Еврокупу и дошао у друштво најбоље 32 екипе након што је у првој групној фази (група Х) завршио на трећем месту са скором од 5 победа и 5 пораза. У Топ 32 фази Раднички је завршио на трећем месту у групи Н са 2 победе и 4 неуспеха. У Јадранској лиги Раднички је разочарао своје навијаче и сезону завршио на десетом месту са скором од 10 победа и 16 пораза. У полуфиналу Купа Радивоја Кораћа, Раднички је поражен од Црвене звезде са 82:78.
У Суперлиги Србије, Раднички је стигао до полуфинала заузевши четврто место, али су поражени од Партизана 2-0 у серији (89:81 и 86:75).
Због финансијских проблема клуб је објавио да у сезони 2014/15. неће наступати ни у Јадранској лиги, ни у Кошаркашкој лиги Србије.

### Имена клуба кроз историју
| 1994—2001. | КК Кондивик (Вршац)         |
| 2001—2004. | КК Лајонс (Вршац)           |
| 2004—2009. | КК Свислајон Таково (Вршац) |
| 2009—2014. | КК Раднички (Крагујевац)    |

## Признања и успеси

### Клуб
| Такмичење                   | Такмичење                | Број                     | Година                              |                          |                          |
| Национална такмичења - 0    | Национална такмичења - 0 | Национална такмичења - 0 | Национална такмичења - 0            | Национална такмичења - 0 | Национална такмичења - 0 |
| Национално првенство - 0    | Национално првенство - 0 | Национално првенство - 0 | Национално првенство - 0            | Национално првенство - 0 | Национално првенство - 0 |
| --------------------------- | ------------------------ | ------------------------ | ----------------------------------- | ------------------------ | ------------------------ |
| Првенство Србије            | Првак                    | 0                        | /                                   |                          |                          |
| Првенство Србије            | Други                    | 0                        | /                                   |                          |                          |
| Првенство Србије            | Полуфинале               | 4                        | 2009/10, 2010/11, 2011/12, 2013/14. |                          |                          |
| Национални куп - 0          |                          |                          |                                     |                          |                          |
| Куп Радивоја Кораћа         | Победник                 | 0                        | /                                   |                          |                          |
| Куп Радивоја Кораћа         | Финалиста                | 0                        | /                                   |                          |                          |
| Куп Радивоја Кораћа         | Полуфинале               | 5                        | 2010, 2011, 2012, 2013, 2014.       |                          |                          |
| Регионална такмичења - 0    |                          |                          |                                     |                          |                          |
| Јадранска лига              | Победник                 | 0                        | /                                   |                          |                          |
| Јадранска лига              | Финалиста                | 0                        | /                                   |                          |                          |
| Јадранска лига              | Полуфинале               | 1                        | 2012/13.                            |                          |                          |
| Континентална такмичења - 0 |                          |                          |                                     |                          |                          |
| Еврокуп                     | Победник                 | 0                        | /                                   |                          |                          |
| Еврокуп                     | Финалиста                | 0                        | /                                   |                          |                          |
| Еврокуп                     | Полуфинале               | 0                        | /                                   |                          |                          |
| Еврокуп                     | Четвртфинале             | 0                        | /                                   |                          |                          |
| Еврокуп                     | Осмина финала            | 0                        | /                                   |                          |                          |
| Еврокуп                     | Друга фаза „Топ 32“      | 1                        | 2013/14.                            |                          |                          |
| Еврокуп                     | Прва фаза „Топ 48“       | 0                        | /                                   |                          |                          |

### Играчи
- Најкориснији играч Јадранске лиге:
  -  Дејвид Сајмон (2011/12)
  -  Александар Ћапин (2012/13)
- Најбољи стрелац Јадранске лиге:
  -  Мајкл Ли (2010/11)
  -  Дејвид Сајмон (2011/12)
  -  Александар Ћапин (2012/13)

## Учинак у сезонама
| Сез.     | Првенство Србије - КЛС | Првенство Србије - Суперлига | Куп Србије | Регионално такмичење        | Европско такмичење |
| -------- | ---------------------- | ---------------------------- | ---------- | --------------------------- | ------------------ |
| 2009/10. | -                      | Полуфинале ПО                | Полуфинале | Јадранска лига - 11. место  | -                  |
| 2010/11. | -                      | Полуфинале ПО                | Полуфинале | Јадранска лига - 10. место  | -                  |
| 2011/12. | -                      | Полуфинале ПО                | Полуфинале | Јадранска лига - 8. место   | -                  |
| 2012/13. | -                      | 5. место                     | Полуфинале | Јадранска лига - Полуфинале | -                  |
| 2013/14. | -                      | Полуфинале ПО                | Полуфинале | Јадранска лига - 10. место  | Еврокуп - Топ 32   |

## Познатији играчи
| - Вукашин Алексић - Борис Бакић - Стефан Балмазовић - Стефан Бирчевић - Милош Борисов - Саша Братић - Марко Бркић - Терико Вајт - Ратко Варда - Владан Вукосављевић - Милош Димић - Милош Јанковић - Муфтау Јару - Никола Јевтовић - Стефан Јовић | - Никола Калинић - Душан Катнић - Немања Ковачевић - Алексеј Котишевски - Бојан Крстовић - Сава Лешић - Мајкл Ли - Урош Лучић - Марко Мариновић - Бобан Марјановић - Стивен Марковић - Драган Милосављевић - Ненад Миљеновић - Душан Млађан - Ненад Мишановић | - Алексеј Нешовић - Урош Николић - Јован Новак - Миљан Павковић - Дејвид Сајмон - Стефан Синовец - Мајкл Скот - Ненад Стефановић - Стефан Стојачић - Страхиња Стојачић - Александар Ћапин - Марко Чакаревић - Јунус Чанкаја - Филип Шепа - Ненад Шуловић |

## Познатији тренери
- Мирослав Николић